# Antón de Centenera
Antón o Antonio de Centenera fue el primer impresor español que desempeñaba el oficio.
Nacido posiblemente en Centenera (Guadalajara) hacia 1450, trabajó en la ciudad de Zamora aproximadamente entre los años 1481 y 1498. En uno de sus impresos se presenta como "maestro de letra de molde". Poco se sabe sobre las circunstancias vitales de Centenera, aunque Vindel opinaba que probablemente fue un copista o calígrafo que se vio obligado, por las circunstancias, a trabajar luego en la imprenta. Se trata de uno de los primeros y más característicos impresores de la península ibérica. 
Entre las obras impresas en los talleres de Centenera, se encuentran algunas de gran relevancia: la Vita Christi de Íñigo de Mendoza (1482), el Regimiento de príncipes de Gómez Manrique (1482), Los doce trabajos de Hércules de Enrique de Villena (1483), el Tratado de vita beata de Juan de Lucena (1483), las Introductiones latinae de Nebrija (1487).
Falleció posiblemente en Zamora, el 8 de julio de 1504.